# Jalen Camp
Jalen Camp (Cumming, 10 luglio 1998) è un giocatore di football americano statunitense che milita nel ruolo di wide receiver per gli Houston Texans della National Football League (NFL).

## Carriera

### Jacksonville Jaguars
Camp al college giocò a football a Georgia Tech. Fu scelto nel corso del sesto giro (209º assoluto) nel Draft NFL 2021 dai Jacksonville Jaguars. Il 31 agosto 2021 fu svincolato.

### Houston Texans
Il 3 settembre 2021 Camp firmò con gli Houston Texans. Nella sua stagione da rookie disputò 3 partite, di cui una come titolare.